# Murina rozendaali
Murina rozendaali је врста слепог миша из породице вечерњака (лат. Vespertilionidae). 

## Распрострањење
Малезија је једино познато природно станиште врсте.

## Станиште
Врста Murina rozendaali има станиште на копну.

## Угроженост
Ова врста се сматра рањивом у погледу угрожености врсте од изумирања.

### Популациони тренд
Популација ове врсте се смањује, судећи по расположивим подацима.